# Bistum Teotihuacan
Das Bistum Teotihuacan (lat.: Dioecesis Teotihuacana, span.: Diócesis de Teotihuacan) ist eine in Mexiko gelegene römisch-katholische Diözese mit Sitz in San Juan Teotihuacán.

## Geschichte
Das Bistum Teotihuacan wurde am 3. Dezember 2008 durch Papst Benedikt XVI. mit der Apostolischen Konstitution Mexicanorum fidelium aus Gebietsabtretungen des Bistums Texcoco errichtet und dem Erzbistum Tlalnepantla als Suffraganbistum unterstellt. Erster Bischof wurde Guillermo Francisco Escobar Galicia.